# C'est la vie (singolo Martin Solveig)
C'est la vie è un singolo del disc jockey francese Martin Solveig pubblicato il 21 gennaio 2008 come primo estratto dall'album C'est la vie.

## Tracce
CD Maxi
1. C'est la vie (Radio Edit) – 3:23
2. C'est la vie (Original Club Mix) – 5:56
3. C'est la vie (Fedde vs. Martin Club Mix) – 6:29
4. C'est la vie (John Dahlbäck Remix) – 5:46
5. C'est la vie (The Bloody Beetroots Remix) – 4:30
6. C'est la vie (Goose Remix) – 5:30
7. C'est la vie (Fedde Le Grand's Pink Bird Dub) – 5:32

## Classifiche
| Classifica (2008) | Posizione massima |
| ----------------- | ----------------- |
| Belgio (Fiandre)  | 53                |
| Belgio (Vallonia) | 59                |
| Spagna            | 12                |
| Svizzera          | 63                |